# ستيف كلارك (لاعب كرة قدم)
ستيف كلارك (بالإنجليزية: Steve Clark)‏ (14 أبريل 1986 بميسون في الولايات المتحدة - ) هو لاعب كرة قدم أمريكي في مركز حراسة المرمى. لعب مع كولومبوس كرو وتشارلستون بيتري وHønefoss BK ‏ وFlint City Bucks ‏ وWest Michigan Edge ‏.

## وصلات خارجية
- ستيف كلارك على موقع الدوري الأمريكي (الإنجليزية)
- ستيف كلارك على موقع قاعدة بيانات كرة القدم.إي يو (الإنجليزية)
- ستيف كلارك على موقع Soccerbase.com (لاعب) (الإنجليزية)
- ستيف كلارك على موقع Soccerway.com (الإنجليزية)
- ستيف كلارك على موقع عالم كرة القدم.نت (الإنجليزية)
- ستيف كلارك على موقع AS.com (الإسبانية)